# John Madden (filmrendező)
John Philip Madden (Hampshire, 1949. április 8. –) angol filmrendező és filmproducer.
Legsikeresebb rendezése a Szerelmes Shakespeare (1998) volt, mely elnyerte a legjobb filmnek járó Oscart. Egyik filmjei közé tartozik a Keleti nyugalom – Marigold Hotel (2011) és a Keleti nyugalom – A második Marigold Hotel (2015).

## Filmográfia

### Film
| Év   | Magyar cím                                 | Eredeti cím                           | Feladatkör | Feladatkör      |
| Év   | Magyar cím                                 | Eredeti cím                           | Rendező    | Vezető producer |
| ---- | ------------------------------------------ | ------------------------------------- | ---------- | --------------- |
| 1993 | Ethan Frome                                | Ethan Frome                           | Igen       | Nem             |
| 1994 | Golden Gate                                | Golden Gate                           | Igen       | Nem             |
| 1997 | Botrány a birodalomban                     | Mrs Brown                             | Igen       | Nem             |
| 1998 | Szerelmes Shakespeare                      | Shakespeare in Love                   | Igen       | Nem             |
| 2001 | Corelli kapitány mandolinja                | Captain Corelli's Mandolin            | Igen       | Nem             |
| 2005 | Bizonyítás                                 | Proof                                 | Igen       | Nem             |
| 2008 | Hajsza                                     | Killshot                              | Igen       | Igen            |
| 2010 | Az adósság                                 | The Debt                              | Igen       | Nem             |
| 2011 | Keleti nyugalom – Marigold Hotel           | The Best Exotic Marigold Hotel        | Igen       | Nem             |
| 2015 | Keleti nyugalom – A második Marigold Hotel | The Second Best Exotic Marigold Hotel | Igen       | Igen            |
| 2016 | Miss Sloane                                | Miss Sloane                           | Igen       | Nem             |
| 2016 | A barátságos óriás                         | The BFG                               | Nem        | Igen            |
| 2021 | A Vagdalthús-hadművelet                    | Operation Mincemeat                   | Igen       | Nem             |

### Televízió
| Év        | Cím                                                           | Megjegyzések                          |
| --------- | ------------------------------------------------------------- | ------------------------------------- |
| 1981      | Star Wars: The Original Radio Drama                           | rendező (1 epizód)                    |
| 1982      | BBC2 Playhouse                                                | rendező (1 epizód)                    |
| 1985      | Screen Two                                                    | rendező (1 epizód)                    |
| 1985      | Great Performances                                            | rendező (1 epizód)                    |
| 1986      | Sherlock Holmes visszatér (The Return of Sherlock Holmes)     | rendező (1 epizód)                    |
| 1987      | A Wreath of Roses                                             | tévéfilm rendezője                    |
| 1989      | After the War                                                 | minisorozat rendezője (5 epizód)      |
| 1990      | The Widowmaker                                                | tévéfilm rendezője                    |
| 1990–1995 | Inspector Morse                                               | rendező (4 epizód)                    |
| 1991      | Sherlock Holmes naplójából (The Case-Book of Sherlock Holmes) | rendező (1 epizód)                    |
| 1991      | The Storyteller: Greek Myths                                  | rendező (1 epizód)                    |
| 1994–1996 | Screen One                                                    | rendező (2 epizód)                    |
| 1995      | Prime Suspect: The Lost Child                                 | tévéfilm rendezője                    |
| 1996      | Star Wars: Return of the Jedi - The Original Radio Drama      | rendező (1 epizód)                    |
| 2013      | Masters of Sex                                                | rendező és vezető producer (1 epizód) |

## Fordítás
- Ez a szócikk részben vagy egészben  a   John_Madden_(director) című angol Wikipédia-szócikk ezen változatának fordításán alapul.  Az eredeti cikk szerkesztőit annak laptörténete sorolja fel. Ez a jelzés csupán a megfogalmazás eredetét és a szerzői jogokat jelzi, nem szolgál a cikkben szereplő információk forrásmegjelöléseként.